# Rossia macrosoma
Sépiole melon
Espèce
Statut de conservation UICN

 DD  : Données insuffisantes
Rossia macrosoma, la Sépiole melon, est une espèce de seiches de la famille des Sepiolidae.

## Répartition
Cette seiche se rencontre en Albanie, en Algérie, en Bosnie-Herzégovine, en Croatie, au Danemark, en Égypte, en Espagne, en France, au Groenland, en Grèce, aux Îles Féroé, en Irlande, en Islande, en Israël, en Italie, au Liban, en Libye, au Maroc, en Mauritanie, au Monténégro, en Norvège, au Portugal, au Royaume-Uni, en République arabe sahraouie démocratique, en Slovénie, en Suède, en Syrie, au Sénégal, en Tunisie et en Turquie.
Rossia macrosoma peut se rencontrer aux profondeurs comprises entre 32 et 899 m mais plus généralement entre 200 et 400 m.

## Description
Le manteau de Rossia macrosoma mesure entre 20 et 60 mm.

## Classification
Le nom valide complet (avec auteur) de ce taxon est Rossia macrosoma (Delle Chiaje, 1830).
L'espèce a été initialement classée dans le genre Sepiola sous le protonyme Sepiola macrosoma Delle Chiaje, 1830
Ce taxon porte en français le nom vernaculaire ou normalisé suivant : Sépiole melon.
Rossia macrosoma a pour synonymes :
- Rossia jacobii Ball, 1842
- Rossia owenii Ball, 1841
- Rossia panceri Targioni-Tozzetti, 1869
- Sepiola macrosoma Delle Chiaje, 1830